# Curtiss XSB3C
Curtiss XSB3C là một đề xuất của hãng Curtiss-Wright về loại máy bay ném bom bổ nhào SB2C Helldiver, nhằm đáp ứng yêu cầu của Hải quân Hoa Kỳ.

## Tính năng kỹ chiến thuật (XSB3C-1)
Dữ liệu lấy từ 
Đặc tính tổng quát
- Kíp lái: 2
- Động cơ: 1 × Wright R-3350-8 , 2.300 hp (1.700 kW)

Vũ khí trang bị

- 6 súng máy.50-cal hoặc 4 pháo 20mm
- 4.000 pound (1.800 kg) bom hoặc 2 ngư lôi trong khoang quân giới
- 2 quả bom 500 pound (230 kg) dưới cánh